# Dare (La La La)
Dare (La La La) is een nummer van de Colombiaanse zangeres Shakira uit 2014. Het is de derde en laatste single van haar titelloze tiende studioalbum.
Er bestaan vijf versies van "Dare". Vrij snel na het uitbrengen van de originele versie, kwam er een versie voor het album voor het Wereldkampioenschap voetbal 2014. Dit was de tweede keer dat Shakira een nummer voor het WK maakt, in 2010 deed ze het namelijk ook al met Waka Waka (This Time for Africa). De WK-versie van "Dare" werd vooral in Europa en Shakira's thuisland Colombia een grote hit. In Colombia haalde het de 3e positie. In Nederland had het nummer minder succes; daar haalde het de 8e positie in de Tipparade. In de Vlaamse Ultratop 50 was het nummer wel weer succesvol met een 9e positie.